# Mona Nørgaard
Mona Nørgaard (født 23. februar 1948) er en dansk orienteringsløber, der har vundet mesterskabstitlen ved (VM) i orientering i 1974 på den klassiske distance.
Mona Nørgaard er den første dansker, der har vundet guld ved et  verdensmesterskab i orientering. Titlen blev delvist vundet på hjemmebane, da VM det år for første gang blev afholdt i Danmark i Silkeborg Skovene.
Mona Nørgaard har også vundet det Nordiske Mesterskab (NM) i orientering.
Herudover har hun 13 gange vundet danmarksmesterskabet (DM) på de individuelle distancer i orientering og har vundet en række af danske medaljer i øvrigt.
Mona Nørgaard (tidligere Hebo) løber for OK Pan Aarhus og har tidligere løbet for Orienteringsklubben af 1963 – Vordingborg (O-63).

## Resultater i orientering

### VM
Mona Nørgaard vandt mesterskabstitlen på den klassiske distance (7,9 km.) ved verdensmesterskabet (VM) i Danmark (1974).

### NM
I 1975 vandt Mona Nørgaard guld på den individuelle distance ved de Nordisk Mesterskaber i Danmark.

### DM
Igennem en 12-årig periode (1969-1980) har Mona Nørgaard vundet adskillelige danmarksmesterskaber (DM) i orientering. Mona Nørgaard har både vundet individuelt DM-guld på langdistancen, på den klassiske distance og i nat-orientering. I alt er det blevet til 16 medaljer på de individuelle distancer i orientering: 13 guldmedaljer, én sølvmedalje og to bronzemedaljer. I samme periode har hun vundet otte medaljer ved stafetter foruden to medaljer ved stafetter i 1984 henholdsvis 1986.
På den klassiske distance har Mona Nørgaard vundet fem guldmedaljer (1970-1972, 1975 og 1976)  samt en bronzemedalje i 1969.
I nat-orientering har hun vundet guld seks gange (1970, 1972-1975 og 1980), sølv én gang (1969) og bronze én gang (1971).
Ved den første danske langdistance-konkurrence vandt Mona Nørgaard guld ved forbundsmesterskabet (FM) i orientering (1974).  Dette resultat gentog hun i 1976. 
Mona Nørgaard har vundet ni medaljer i stafet sammen med forskellige stafethold fra OK Pan Aarhus. De fire var af guld (1972, 1975, 1978 og 1984), tre var af sølv (1976, 1979 og 1986)
og to af bronze (1974 og 1980).
Sammen med et hold fra O-63 vandt hun en bronzemedalje i stafet i 1968.
Medaljeoversigt ved danske mesterskaber
1986
- Sølv, Stafet (Kirkeby)

1984
- Guld, Stafet (Skjoldenæsholm)

1980
- Guld, Nat (Guldborgland)
- Bronze, Stafet (Holstenshus)

1979
- Sølv, Stafet (Palsgård)

1978
- Guld, Stafet (Haraldstede skov)

1976
- Guld, Klassisk (Åbenrå Syd)
- Guld, Lang (Hvalsøskovene)
- Sølv, Stafet (Rold Skov)

1975
- Guld, Klassisk (Dronninglund Storskov)
- Guld, Nat (Hjermind)
- Guld, Stafet (Jægerspris Nordskov)

1974
- Guld, Lang (Rold Skov Øst) – FM
- Guld, Nat (Svinkløv)
- Bronze, Stafet (Brahetrolleberg)

1973
- Guld, Nat (Åstrup Skov og Bjærgeskov)

1972
- Guld, Klassisk (Nørlund)
- Guld, Nat (Kirkeby)
- Guld, Stafet (Tisvilde Hegn)

1971
- Guld, Klassisk (Sorø Sønderskov og Næsbyholm Storskov)
- Bronze, Nat (Gjern Bakker)

1970
- Guld, Klassisk (Holsteenhus og Svanninge Bakker)
- Guld, Nat (Hovborg Høllundsøgård Plantage)

1969
- Bronze, Klassisk (Mariager Skovene)
- Sølv, Nat (Skjoldnæsholm)

1968
- Bronze, Stafet (Blåbjerg Plantage)

## Andre udmærkelser
Efter guldmedaljen ved verdensmesterskabet i 1974 modtog Mona Nørgaard Århus Stiftstidendes pris ’Boye-pokalen’ for årets bedste idrætspræstation i byen.